# Jaime Castrillo
Jaime Castrillo Zapater (Jaca, 13 marzo 1996) è un ex ciclista su strada spagnolo, professionista dal 2018 al 2022.

## Palmarès

### Strada
- 2014 (Juniores)

Campionati spagnoli, Prova in linea Juniores
- 2017 (Lizarte)

Campionati spagnoli, Cronometro Under-23

## Piazzamenti

### Classiche monumento
- Giro delle Fiandre

2019: 90º
- Parigi-Roubaix

2019: ritirato
- Giro di Lombardia

2018: ritirato
2019: ritirato

### Competizioni mondiali
- Campionati del mondo

Doha 2016 - In linea Under-23: 137º
Bergen 2017 - Cronometro Under-23: 13º
Bergen 2017 - In linea Under-23: ritirato
Innsbruck 2018 - Cronometro Under-23: 29º
Innsbruck 2018 - In linea Under-23: 6º

### Competizioni europee
- Campionati europei

Plumelec 2016 - In linea Under-23: 74º
Herning 2017 - Cronometro Under-23: 20º
Herning 2017 - In linea Under-23: 88º